# Judith Evelyn

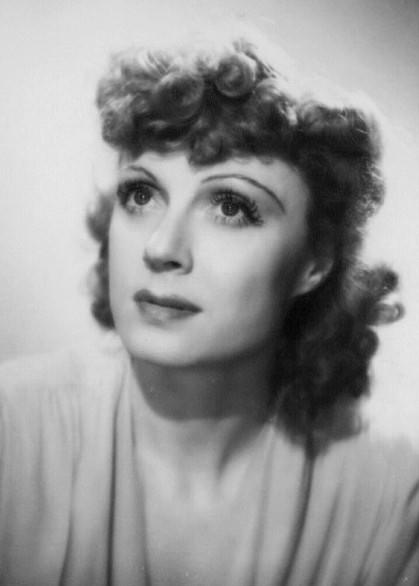
Judith Evelyn, 1941

Judith Evelyn, eigentlich Judith Evelyn Morris (* 20. März 1909 in Seneca, South Dakota; † 7. Mai 1967 in New York City) war eine US-amerikanische Bühnen-, Serien- und Filmschauspielerin.

## Leben

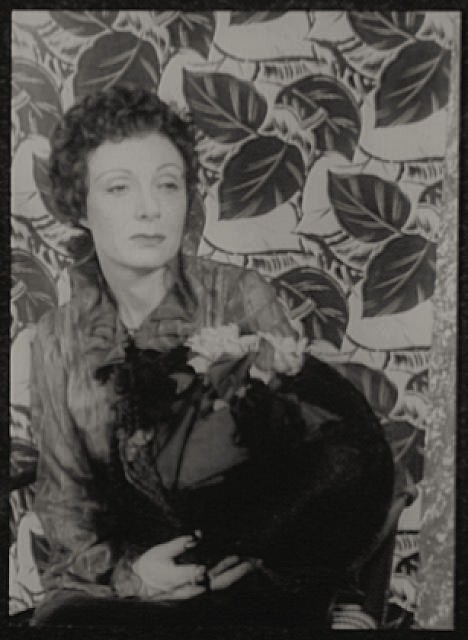
Judith Evelyn, kostümiert für eine Aufführung von Anton Tschechows Drama Die Möwe als Irina Arkadina (Foto von Carl van Vechten, 1954)

Judith Evelyn wurde als Evelyn Morris im US-Bundesstaat South Dakota geboren, wuchs aber in der kanadischen Provinz Saskatchewan auf. 1932 machte sie ihren Bachelor an der University of Manitoba, gefolgt vom Master im darauffolgenden Jahr. Am 3. September 1939 überlebte Evelyn die Versenkung des britischen Ozeandampfers Athenia im Nordatlantik, wobei 112 Menschen ums Leben kamen. Die Athenia war das erste Passagierschiff, das im Zweiten Weltkrieg von einem deutschen U-Boot versenkt wurde. Sie war mit ihrem Verlobten, dem kanadischen Radioproduzenten Andrew Allan und dessen Vater, dem protestantischen Geistlichen Rev. William Allan, an Bord. Evelyn hatte sich für Theaterproben in London aufgehalten, flüchtete nun aber wie tausende Andere vor dem Krieg aus Europa. Evelyn und ihr Verlobter überlebten auf dem Kiel eines zertrümmerten Rettungsboots und wurden von dem Zerstörer Escort gerettet.
Ihre Schauspielkarriere begann Evelyn Anfang der 1940er Jahre, als sie unter anderem in einer Neuauflage des Bühnenstücks Craig’s Wife des amerikanischen Dramatikers George Kelly aus dem Jahr 1925 auftrat. Sie spielte zudem in Joseph Kramms Theaterstück The Shrike sowie in der US-Version von Patrick Hamiltons Gaslicht (Gas Light). Alle drei Stücke wurden später erfolgreich verfilmt, aber Evelyn nahm an keiner der Filmproduktionen teil.
Später war Evelyn in mehreren Kinofilmen zu sehen, darunter als Marie Corbin in Otto Premingers The 13th Letter (1951). Dabei handelt es sich um eine Neuauflage des Krimis Der Rabe (1943) von Henri-Georges Clouzot. Ihr international wohl bekanntester Leinwandauftritt ist die Nebenrolle der einsamen Alkoholikerin Miss Lonelyhearts in Alfred Hitchcocks Filmthriller Das Fenster zum Hof (1954) mit Grace Kelly und James Stewart. Im selben Jahr war sie in Michael Curtiz’ Monumentalfilm Sinuhe der Ägypter als Königinmutter Teje zu sehen. Zwei Jahre später trat sie neben James Dean in George Stevens Giganten auf. Sie verkörperte die Rolle der Nancy Lynnton, der Mutter von Elizabeth Taylors Charakter Leslie Lynnton. Im Jahr darauf war sie in Joan Crawfords Comeback-Film in Das Haus am Strand (Regie: Joseph Pevney) zu sehen. 1959 spielte Evelyn neben Vincent Price in dem Horrorfilm Schrei, wenn der Tingler kommt.
1958 übernahm sie die Rolle der Clara Keller in Bruce Gordons kurzlebiger Dokudrama-TV-Serie Behind Closed Doors, die vor dem Hintergrund des Kalten Kriegs spielte. Ebenfalls in den 1950er Jahren trat sie zwei Mal in der Serie Alfred Hitchcock präsentiert auf, als Amelia Verber in der Folge Guilty Witness (1955) und als Mabel McKay in Martha Mason, Movie Star (1957).
Judith Evelyn starb am 7. Mai 1967 im Alter von 58 Jahren im Roosevelt Hospital in New York City an den Folgen einer Krebserkrankung. Sie wurde auf dem Kensico Cemetery in Valhalla (Westchester County), New York beigesetzt.

## Bühnenstücke
- Angel Street (1941–45) als Bella Manningham, britischer Originaltitel Gas Light
- The Rich Full Life (1945) als Lou Fenwick
- Craig’s Wife (1947) als Harriet Craig
- The Shrike (1952) als Anne Downs
- The Seagull (1954) als Irina Arkadina

## Filmografie
- 1951: The 13th Letter
- 1954: Das Fenster zum Hof (Rear Window)
- 1954: Sinuhe der Ägypter (The Egyptian)
- 1955: Das Haus am Strand (Female on the Beach)
- 1956: Giganten (Giant)
- 1956: Die Männer um Hilda Crane (Hilda Crane)
- 1958: Die Brüder Karamasow (The Brother Karamasow)
- 1958: Twilight for the Gods
- 1959: Schrei, wenn der Tingler kommt (The Tingler)

## TV-Serien (Auswahl)
- 1948: The Philco Television Playhouse
- 1948: Martin Kane, Private Eye
- 1951: Sure as Fate
- 1950–1951: The Adventures of Ellery Queen
- 1951–1953: Suspense
- 1955: Private Secretary
- 1955: Studio 57
- 1956: Front Row Center
- 1955/1957: Alfred Hitchcock Presents (1955/57)

Guilty Witness (1955)
Martha Mason, Movie Star (1957)
- 1958: Behind Closed Doors
- 1961: Thriller
- 1962: The Eleventh Hour